# 高世章
高世章（Leon Ko），音樂劇及電影作曲家。曾獲「Richard Rodgers Development Award」、金馬獎及多個音樂獎項。2025年，獲香港藝術發展局頒發「傑出藝術貢獻獎」。作品曾搬上紐約卡內基音樂廳的舞台，並為美國公眾廣播電視台節目《The Puzzle Place》創作音樂。
高氏出身於演藝世家 。母親是兩屆「亞洲影后」及第一屆「金馬影后」尤敏，外祖父是粵劇名伶白玉堂，而「曼波女郎」葛蘭則是他的伯娘。
高氏畢業於香港華仁，後到美國西北大學修讀音樂，並於紐約大學專攻音樂劇作曲。

## 創作年表
2001年，憑音樂劇《Heading East》獲「Richard Rodgers Development Award」。
2002年，為中英劇團話劇《咖喱盆菜釀薯條》譜寫音樂。
2003年，為演戲家族粵語音樂劇《四川好人》作曲、編曲及擔任音樂總監，並憑該劇獲香港戲劇協會舉辦的第十三屆香港舞台劇獎「最佳創作音樂」，該劇其後四度公演。 
2004年，為張學友創意音樂劇《雪狼湖》國語版擔任音樂總監。
2005年，與金培達合作，為電影《如果·愛》作曲及配樂，並憑該片獲第二十五屆香港電影金像獎「最佳原創電影音樂」、第五十一屆亞太影展「最佳音樂獎」及第十一屆香港電影金紫荊獎「最佳音樂獎」。憑《十字街頭》獲CASH 金帆音樂獎「最佳另類作品」及第四十三屆台灣金馬獎「最佳原創電影歌曲」。
2006年，為香港藝術節及演戲家族粵語音樂劇《白蛇新傳》作曲、編曲及擔任音樂總監，並憑該劇獲香港戲劇協會舉辦的第十六屆香港舞台劇獎「最佳創作音樂」。同年，為任白慈善基金會主辦，雛鳳鳴劇團演出之粵劇《帝女花》譜寫新序曲及過場音樂。
2007年，為《學友光年世界巡迴演唱會》譜寫音樂劇環節及為香港舞蹈團歌舞劇《夢傳說》作曲、編曲及擔任音樂總監。同年，為紀念香港回歸十週年的電影《老港正傳》配樂。與陳光榮、金培達及Chatchai Pongprapaphan合作，為電影《投名狀》配樂，並憑該片獲提名第二十七屆香港電影金像獎「最佳原創電影音樂」及第四十五屆台灣金馬獎「最佳原創電影音樂」。
2008年，為香港話劇團原創音樂劇《頂頭鎚》作曲、編曲及擔任音樂總監，並憑該劇獲香港戲劇協會舉辦的第十八屆香港舞台劇獎「最佳創作音樂」，該劇其後在香港及北京再度公演。同年，其改編自美國電影《Please Don't Eat The Daisies》的百老匯音樂劇在紐約預演。
2009年，為汪明荃歌舞劇《真係阿姐》譜寫新曲。為演戲家族粵語音樂劇《一屋寶貝》(改編自日本小說《在雨和夢之後》) 作曲、編曲及擔任音樂總監/樂隊領班，慶祝香港文化中心二十周年誌慶，並憑該劇獲香港戲劇協會舉辦的第十九屆香港舞台劇獎「最佳創作音樂」，該劇其後四度公演及以音樂劇演唱會形式和音樂廳版演出。
2010年，為香港藝術節及「毛俊輝戲劇計劃」聯合製作的原創越界音樂劇場《情話紫釵》擔任音樂總監，並在北京、深圳及上海世界博覽會演出。其音樂劇《Heading East》以演唱會形式在紐約上演。 此外，於國際金融中心商場舉辦《尋香記》《Time In A Bottle》古董香水瓶展覽，把珍藏的香水瓶歸納起來，想出十三個場景，用香水瓶充當角色去訴說一對戀人的傳說，將古董香水瓶與戲劇兩種藝術共冶一爐。同年，為國際小提琴家姚珏《All About Love全為愛》聖誕演奏會擔任音樂顧問。
2011年，為倫敦Theatre Royal Stratford East原創音樂劇《Takeaway》作曲。同年，為電影《大魔術師》配樂及譜寫主题曲《猜情人》。
2012年，憑音樂劇《一屋寶貝》獲香港戲劇協會舉辦的第二十一屆香港舞台劇獎「最佳原創曲詞」。為陳寶珠及國家一級演員蔣文端演出之粵劇《紅樓夢》譜寫新序曲音樂。同年，為電影《大上海》譜寫主题曲《定風波》，並憑該曲獲第32屆香港電影金像獎「最佳原創電影歌曲」。
2013年，與演戲家族合作，為粵語音樂劇《穿Kenzo的女人》(改編自「錢瑪莉」的小說《穿Kenzo的女人》) 作曲及編曲，作公開圍讀。
2014年，為任白慈善基金會主辦之粵劇《再世紅梅記》譜寫過場音樂、為舞台劇《杜老誌》擔任音樂總監、為一舖清唱之無伴奏合唱劇《大殉情》提供意念及作曲及為澳門文化中心十五周年誌慶之壓軸原創音樂劇《我要高八度》作曲及擔任音樂總監。同年，為電影《魔警》及《親愛的》配樂。
2015年，為電影《暴瘋語》配樂及譜寫主題曲《暴風雨》，並憑該曲獲提名第34屆香港電影金像獎「最佳原創電影歌曲」。同年，為電影《捉妖記》配樂及創作四首歌曲。
2016年，為電影《脱皮爸爸》配樂。
2017年，憑無伴奏合唱劇《大殉情》(重演)獲香港戲劇協會舉辦的第二十六屆香港舞台劇獎「最佳原創曲詞」。同年，為任白慈善基金會主辦之粵劇《蝶影紅梨記》譜寫新序曲及過場音樂。與利希慎基金合作，為粵語音樂劇《奮青樂與路Sing Out》 作曲、編曲及擔任音樂總監，並憑該劇獲香港戲劇協會舉辦的第二十七屆香港舞台劇獎「最佳原創曲詞」及「最佳配樂」。
2018年，為電影《捉妖記2》配樂，並獲得美國ASCAP銀幕音樂獎。同年，聯同香港小交響樂團舉辦《高世章的神奇電影畫布》，將其創作電影樂章成為段段交響樂章。
2019年，為西九文化區首個委約，並與香港話劇團聯合主辦及製作的音樂劇《大狀王》（預演）作曲及擔任音樂總監。
2020年，為香港原創音樂劇音樂會《我們的音樂劇》擔任策劃及音樂總監，將香港從1970年代到2020年近五十年間的本地原創音樂劇的經典選段重現舞台。
2021年，為香港藝術節與中樂團共同創辦「樂旅中國」系列，譜寫結合廣東「南音」與美國「藍調」的新作品《藍音》。同年，與中英劇團合作，把改編自「錢瑪莉」的小說《穿Kenzo的女人》以音樂劇形式呈現舞台，並憑該劇獲香港戲劇協會舉辦的第三十屆香港舞台劇獎「最佳原創音樂」。
2022年，為法國五月藝術節音樂會《星光之城》擔任藝術及音樂總監。同年，為香港話劇團及自由空間聯合主辦及製作的音樂劇《大狀王》擔任作曲及音樂總監，並憑該劇獲香港戲劇協會舉辦的第三十一屆香港舞台劇獎「最佳原創音樂」。
2023年，再為《大狀王》進行修改並重演，帶來巨大廻響。
2024年，為廣州大劇院音樂劇《雄獅少年》作曲及編曲，國語版於廣州首演，而粵語版於香港藝術節首演，其後在中國不同城市巡演。憑《大狀王》獲2024北京•天橋「音樂劇年度盛典」年度最佳作曲及在「2024中國音樂劇協會年度盛典・榮耀之夜」獲年度優秀作曲。 同年，在香港西九文化區自由空間大盒及日本金澤石川縣立音樂堂舉辦香水瓶展覽《琉璃之歌》《Time In A Bottle》，融合了戲劇、音樂、視覺藝術和氣味，講述人類的故事，由創世、繁華、戰爭、重光到死亡，以十二個場景呈現整個故事。
2025年，《大狀王》正式展開內地巡演以及香港第三度公演，於上海、北京及香港一連三站演出逾兩個半月。

## 表演
2007年，為香港舞蹈聯盟主辦的「香港舞蹈年獎」頒獎禮擔任表演嘉賓。
2009年，為慶祝香港戲劇協會成立二十五週年，高氏在「第十八屆香港舞台劇獎頒獎禮」與林澤群、劉榮豐、姚詠芝聯合演出其過往創作的音樂劇選段 （页面存档备份，存于）。同年，與小提琴演奏家姚珏合作，在香港同胞慶祝中華人民共和國成立六十週年文藝晚會壓軸環節《星空閃耀照未來》為香港流行音樂巨星張學友及北京奧運會開幕式《歌唱祖國》的原聲楊沛宜伴奏，演出由中華人民共和國總理溫家寶的詩作《仰望星空》改編的歌曲及《愛是永恆》。
2010年起，為「邵逸夫獎頒獎禮」擔任司儀。

## 公職
2011年，獲政府委任為香港藝術發展局委員。2014年，再獲委任。
2016年，獲政府委任為香港演藝學院校董會成員。